# ولاسکس، اروگوئه
ولازقوز، اروگوئه (به لاتین: Velázquez, Uruguay) یک زیستگاه انسانی در اروگوئه است که در Rocha Department واقع شده‌است.

## خصوصیات
ولازقوز ۱٬۰۲۲ نفر جمعیت دارد.